# Wolfgang Krull
Wolfgang Krull (Baden-Baden, 26 de agosto de 1899 — Bonn, 12 de abril de 1971) foi um matemático alemão.
Seu campo de trabalho foi a álgebra comutativa.
Filho de um dentista de Baden-Baden, Krull estudou a partir de 1919 em Freiburg im Breisgau e Rostock, em 1920-1921 também em Göttingen, onde foi aluno de Felix Klein, mas que foi marcado pelo trabalho conjunto com Emmy Noether. Em 1922 obteve o doutorado na Universidade de Freiburg com a tese Über Begleitmatrizen und Elementarteilertheorie, orientado por Alfred Loewy, onde tornou-se professor extraordinário em 1926. Em 1928 tornou-se professor ordinário em Erlangen. Em 1939 sucedeu Otto Toeplitz na Universidade de Bonn, que já em 1935 tinha sido afastado em consequência do racismo nazista. Permaneceu em Bonn até o fim de sua carreira, interrompida na Segunda Guerra Mundial prestando serviços meteorológicos na marinha de guerra.
Krull contribuiu de forma concreta para a formulação da moderna teoria dos anéis.

## Epônimos
- Dimensão de Krull (1928)
- Topologia de Krull
- Teorema da intersecção de Krull
- Teorema do ideal principal de Krull
- Anel de Krull
- Teorema de Krull
- Teorema de Krull–Schmidt

Com a topologia de Krull é possível estender o teorema principal da teoria de Galois para expansões de corpos infinitos.
Krull casou em 1929 e teve duas filhas. Dentre seus orientados constam Wilfried Brauer e Jürgen Neukirch.

## Obras
- Idealtheorie. Springer 1935, Ergebnisse der Mathematik